# Горло Барлога
Го́рло Барло́га — пещера в Урупском районе Карачаево-Черкесской Республики. Самая глубокая карстовая пещера на территории Российской Федерации. Глубина — 839 м. Длина — около 3000 м. Пещера до конца не исследована, поэтому данные показатели могут быть увеличены (в некоторых источниках глубина до 900 м.)

## Происхождение названия
Своё название пещера получила в честь персонажа Балрог романа «Властелин колец». Спуск в пещеру через входной узкий колодец напоминает пищевод, по которому постоянно течет холодный ручей — аналогия с питьём воды Балрога.

## Описание
Вход в пещеру расположен в верховьях р. Ацгара, являющейся первым правым притоком р. Уруп — отверстие в полке разрушенного скального выступа известняка. Абсолютная высотная отметка входа 2825 м над уровнем моря.
Полость пещеры имеет сложное строение и начинается входным колодцем глубиной 73 м. с каскадными уступами. Далее пещера представляет собой уступы и колодцы глубиной до 170 м.
Тип меандра неоднозначен: внизу представлена в виде наклонных галерей туннельного типа, выводящих к конечному сифону на глубине — 839 м.

## Строение
Пещера состоит из мраморизованных известняков и поглощает атмосферные осадки. Обводнена, начиная с глубины 160 м. На глубине свыше 130 м. наблюдаются сталактиты, сталагмиты и натечные образования. Имеется также прозрачный кальцит, аллювиальные отложения супесей и глины.

## Исследование
В спортивно-техническом отношении пещера сложная. Пещера открыта и впервые обследована в августе 1994 года группой спелеологов из Ростова-на-Дону, Черкесска и Донецка до глубины 330 метров.
В 2000 году с помощью топографической съёмки и с применением нивелира, было выяснено, что глубина пещеры составляет 839 м.